# Atomic (Band)
Atomic ist ein 1999 gegründetes norwegisch/schwedisches Jazzquintett, das aus dem Bereich des Modern Creative und Free Jazz kommt.

## Geschichte
Der Kritiker François Couture betrachtet die Gründung von Atomic als Reaktion auf den (ironisch als Mountain Jazz bezeichneten) ECM-Stil im Modern Jazz, mit dem oft der skandinavische Jazz für viele Hörer gleichgesetzt würde. Die „Free Jazz Supergroup“ vereint Musiker aus den bekannten schwedischen Formationen Fire House und der Fredrik Norén Band, wie den Trompeter Magnus Broo und den Saxophonisten Fredrik Ljungkvist, der auch einen beachtlichen Teil des Repertoires der Band komponiert; die Rhythmusgruppe kommt von der Band Element, nämlich der Pianist Håvard Wiik, der Bassist Ingebrigt Håker Flaten und 13 Jahre lang der Schlagzeuger Paal Nilssen-Love, dem Mitte 2014 Hans Hulbækmo nachgefolgt ist. Im Gegensatz zum ECM-Klang vieler skandinavischer Gruppen bezieht Atomic ihren Einfluss aus der US-amerikanischen Vorbildern der Free-Jazz-Bewegung der 60er Jahre, wie etwa Archie Shepps Album Fire Music, Charles Mingus, George Russell, Albert Ayler, Ornette Coleman und die Musik der europäischen Szene der Neue Improvisationsmusik, wie Peter Brötzmanns Machine Gun von 1968. Atomic steht auch der Musik von Ken Vandermark nah, mit dem Musiker der Band häufig zusammengearbeitet haben.

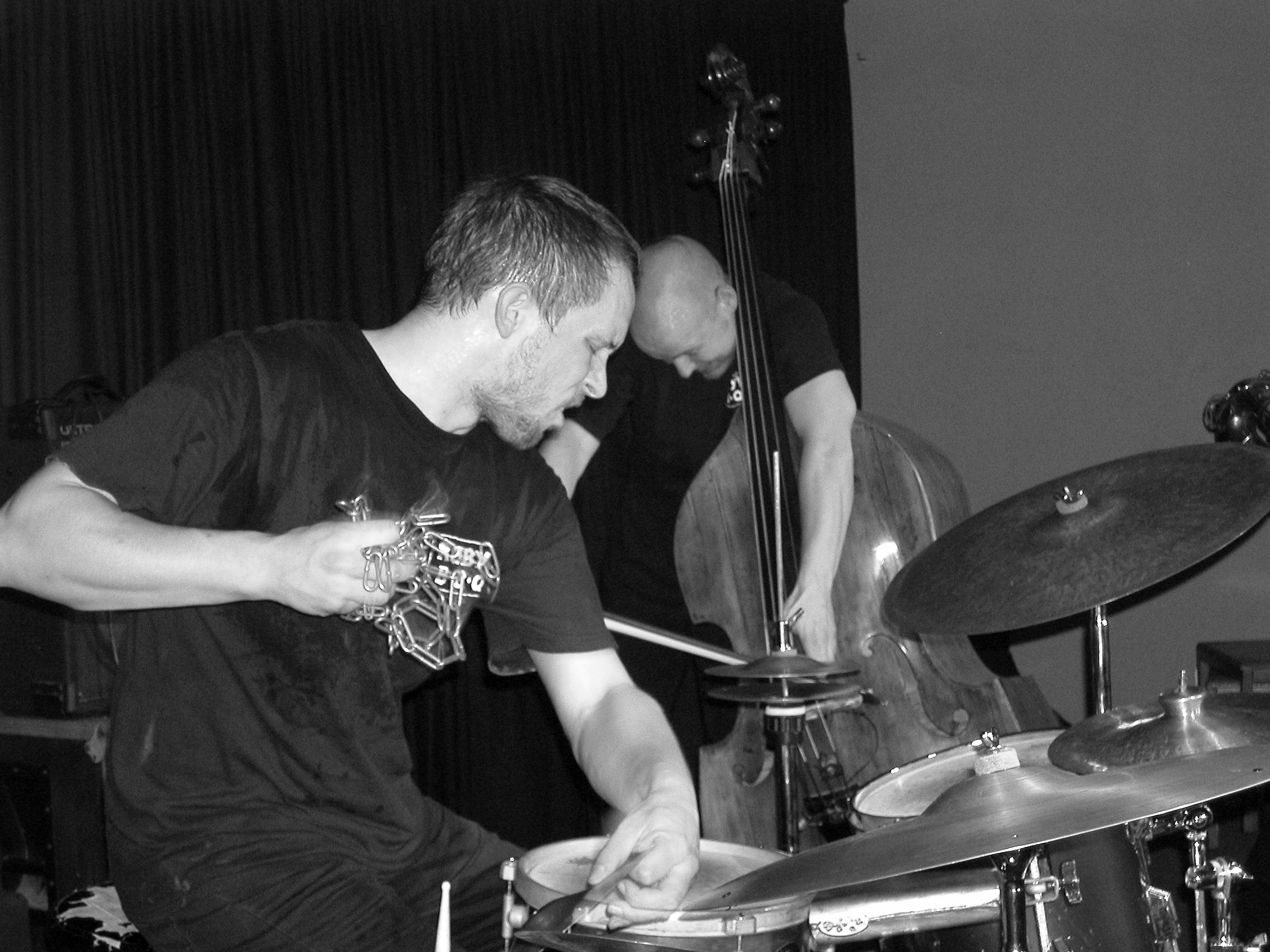
Paal Nilssen-Love (mit Ingebrigt Håker Flaten am Bass, 2004)

Broo und Ljungkvist hatten seit den 1990er Jahren in Stockholm miteinander gearbeitet; in Oslo hatten Wiik, Håker Flaten und Nilssen-Love 1994/95 am Trondheimer Musik-Konservatorium studiert und dort die von John Coltranes Musik inspirierte Band Element gegründet. 
Ende der 1990er Jahre arbeiteten alle fünf Musiker häufig in skandinavischen Clubs und auf Jazzfestivals miteinander. Daraus entstand im Frühjahr 1999 die Entscheidung zur Gründung von Atomic. Im August 2000 stellten sie sich auf dem Oslo Jazzfestival vor. Nach François Couture verbinden sich in deren Spiel Brötzmanns energiegeladenes Spiel mit flexiblen kompositorischen Strukturen, was schnell die Identität der Gruppe bildete und sie bei zahlreichen Festival-Auftritten in Skandinavien und dem restlichen Europa bekannt machten, etwa auf dem Edinburgh Jazz & Blues Festival. Für das Label Jazzland Records entstand dann Anfang 2001 das erste Album der Gruppe, Feet Music; der Titel bezieht sich auf eine Ornette-Coleman-Komposition. 2004 erschien ein Dreifach-Album mit Live-Mitschnitten aus Norwegen zum Abschluss einer ausgedehnten Europa- und USA-Tournee (The Bikini-Tapes).
Die Kritiker Richard Cook und Brian Morton sahen als Schlüsselfigur des nur formal in der klassischen Hardbopbesetzung auftretenden Quintetts den Schlagzeuger Paal Nilssen-Love, der ein größtmögliches Maß an Kraftimpuls und Lärm organisiert, während er sonst mit einer disziplinierten Sparsamkeit an Kraft spielt.
Die Band arbeitete im Lauf ihres Bestehens mit Jazzmusikern wie Chris Potter, Iain Ballamy, Jukka Perko und Per „Texas“ Johansson zusammen.

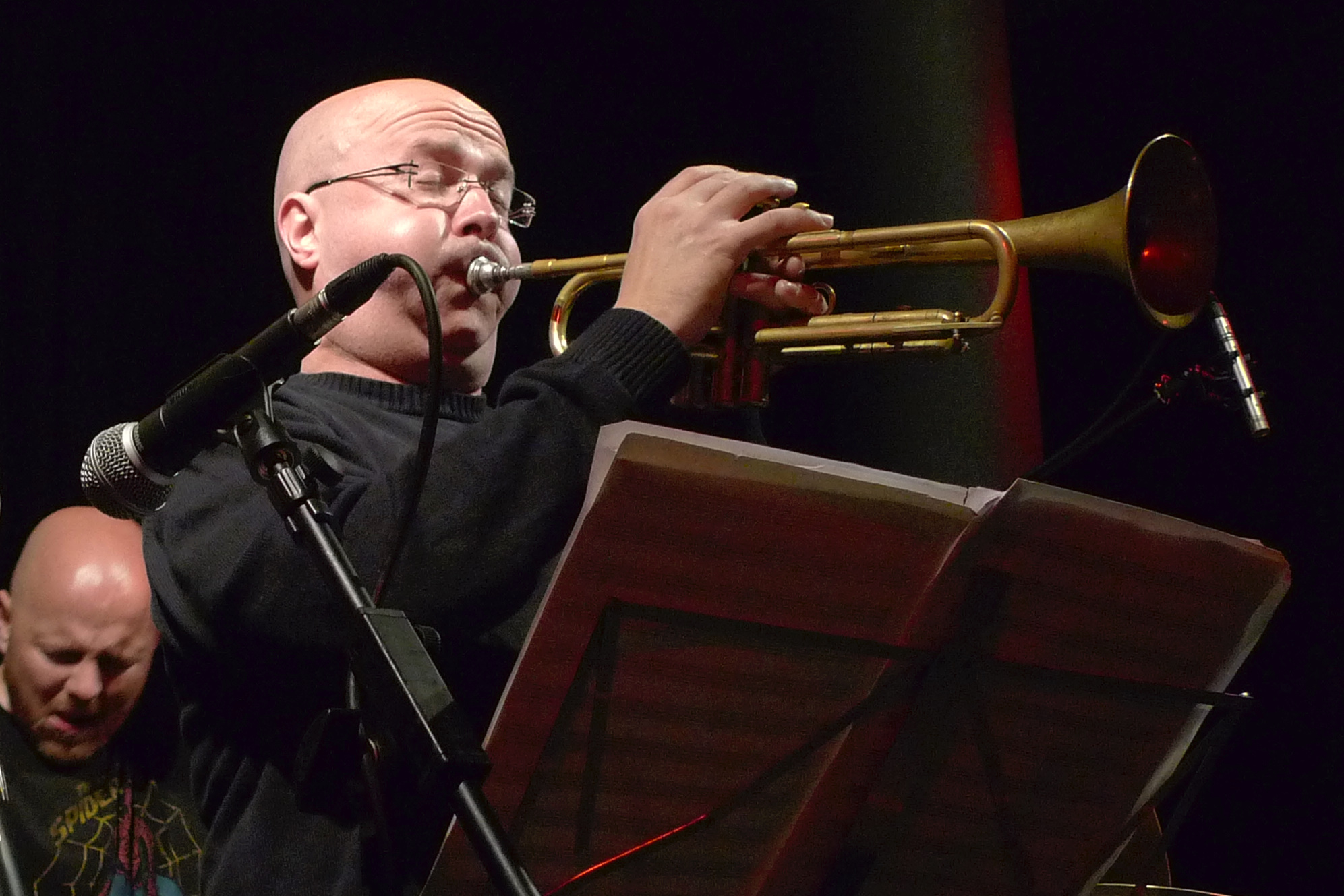
Magnus Bro bei einem Auftritt von Atomic (2010)

## Diskografie
- Feet Music (Jazzland, 2001)
- Boom Boom (Jazzland, 2002)
- The Bikini Tapes (Jazzland, 2004)
- Happy New Ears (Jazzland, 2006)
- Retrograde (Jazzland, 2009)
- Theater Tilters (Jazzland, 2010)[3]
- There's a Hole in the Mountain (Jazzland, 2013)
- Six Easy Pieces (2017)
- Pet Variations (Odin Records, 2018)